# Чорпіта Яромир Іванович
Яромир Іванович Чорпіта (нар. 2 січня 1944, м. Чортків Тернопільської області, Україна) — український історик, краєзнавець, педагог. Член Національної спілки краєзнавців України (1995). Син Івана-Ореста Чорпіти.

## Життєпис
Закінчив історичний факультет Львівського університету (1968, нині національний університет).
Працював учителем у школах міст Копичинці (Гусятинський район), Чортків та в дяківсько-катехитичному училищі, директором Чортківського краєзнавчого музею (1991—?). Понад 40 років займається вивченням і дослідженням історії рідного краю.

## Доробок
Автор історико-краєзнавчих нарисів «Чортків» (1993, 2002), матеріалів до енциклопедичних видань, зокрема «Тернопільського енциклопедичного словника», «Книги пам'яті України», буклетів, статей на краєзнавчу тематику, співавтор путівника «Земля Тернопільська» (2003).
Співорганізатор (з О. Чорпітою) клубу творчих особистостей Чортківщини (2008), співавтор із нею книги «Літературно-мистецька та наукова Чортківщина» (2007).

## Відзнаки
- Заслужений працівник культури України (2006).
- «Почесний громадянин міста Чорткова» (2014)[1][2]